# Келлерхофен, Йозеф
Йозеф Келлерхофен (нем. Joseph Kellerhoven; 1789—1849) — немецкий художник-портретист.

## Биография

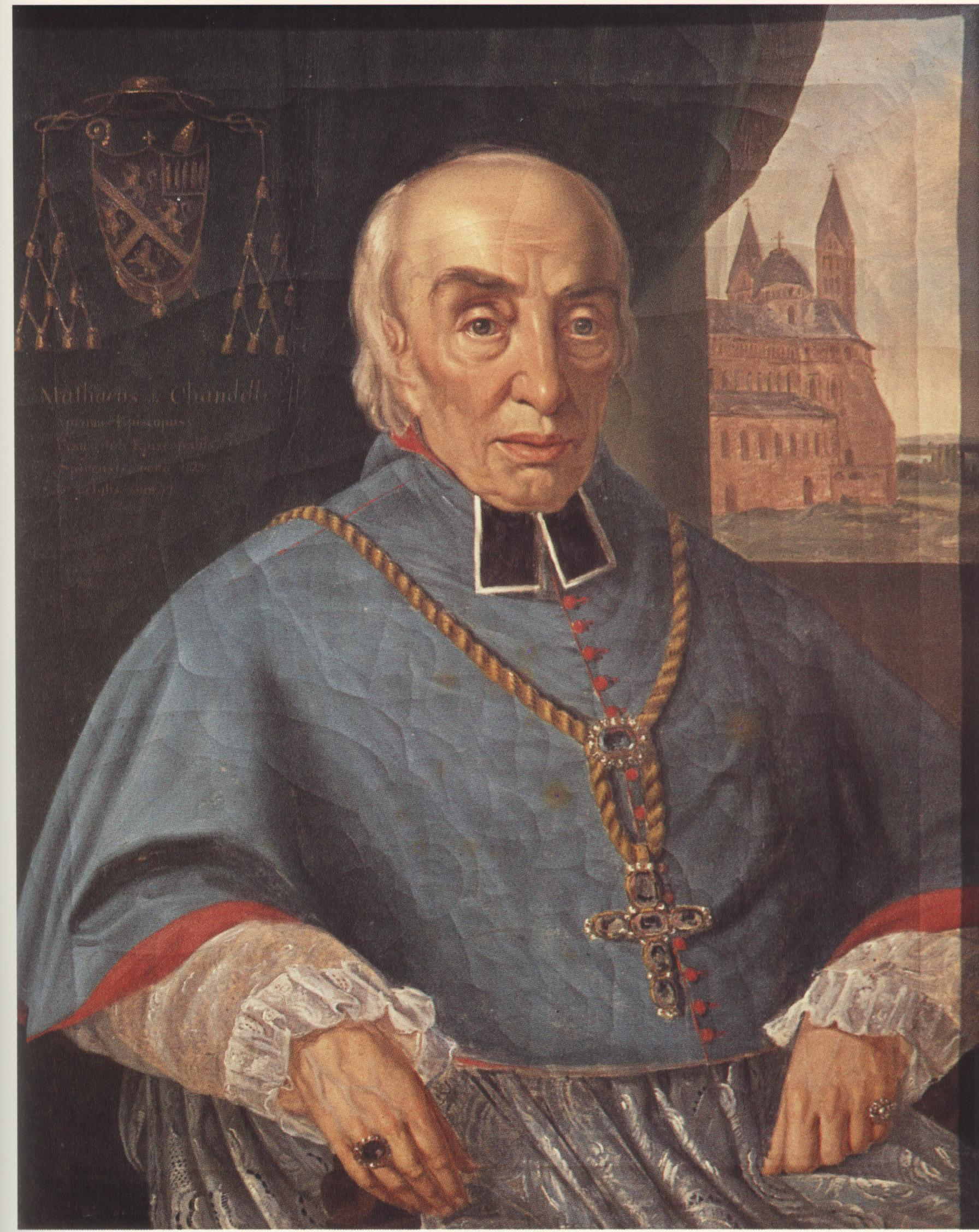
Портрет епископа Маттеуса Георга фон Шанделя

Родился 27 апреля 1789 года в Мангейме в семье баварского художника Морица Келлерхофена.
Вырос в Мюнхене. В 1809 году поступил в школу Eleve при Мюнхенской академии художеств на отделение исторической живописи. Учился у своего отца, являвшегося профессором этой академии. Вместе с ним учились другие немецкие художники: Роберт фон Лангер, Йозеф Хаубер и Иоганн Георг фон Диллис. В 1814 году Йозеф впервые представил для широкой аудитории свои произведения «Männliches Porträt», «Schweizer Mädchen» и «Christus bricht das Brot».
В 1818 году Йозеф переехал в переехал пфальцский городок Шпайер, где работал учителем рисования в королевской гимназии. Позже работал в городской школе Baugewerbeschule. Был женат первым браком на Фридерике Фейлер (нем. Friedericke Feiler из Берлина, дочери прусского военного советника Фридрих Фейлера. В этом браке родилось двое сыновей, которые умерли в детском возрасте. Фридерика умерла в возрасте 29 лет 31 мая 1827 года. Келлерхофен продолжил работу во вновь созданной католической школе Schullehrerseminar. 11 ноября 1840 года он женился на Элизабет Вернер, дочери помещика Петера Вернера из города Ober-Ingelheim; этот брак был бездетным.
Умер художник 18 июня 1849 года в Шпайере. Был похоронен в католической части старого городского кладбища.